# Phalonidia amasiana
Phalonidia amasiana es una especie de polilla del género Phalonidia, categorizada en la tribu Cochylini, de la subfamilia Tortricinae.
Fue descrita por Ragonot en 1894 y publicada en (Conchylis), Annls Soc. ent. Fr. 63: 189. Se distribuye por Turquía, en Amasya, distrito de la provincia de Amasya.